# Hamburg Challenger 1999
L'Hamburg Challenger 1999 è stato un torneo di tennis facente parte della categoria ATP Challenger Series nell'ambito dell'ATP Challenger Series 1999. Il torneo si è giocato a Amburgo in Germania dal 1º al 7 febbraio 1999 su campi in sintetico indoor.

## Vincitori

### Singolare
Vladimir Volčkov ha battuto in finale  Axel Pretzsch con il punteggio di 4–6, 6–3, 7–6.

### Doppio
Michael Kohlmann /  Filippo Veglio hanno battuto in finale  Martín García /  Cristiano Testa con il punteggio di 6–4, 7–6.